# Marguerite-Marie Dinguirard
Marguerite-Marie Chichereau-Dinguirard (ur. 10 lipca 1948 w Tours) – francuska polityk i samorządowiec, od 1991 do 1994 posłanka do Parlamentu Europejskiego III kadencji.

## Życiorys
Z zawodu technik medycyny nuklearnej. W 1984 przystąpiła do ugrupowania Zielonych, zaangażowała się też w działalność ruchu antynuklearnego. Z listy swojego ugrupowania kandydowała w wyborach samorządowych w 1988 w kantonie Tassin-Francheville, a w 1989 do rady 9. dzielnicy Lyonu. W 1989 bez powodzenia startowała do Parlamentu Europejskiego, mandat objęła 11 grudnia 1991 po rezygnacji Yves'a Cocheta. Dołączyła do grupy zielonych, została m.in. członkiem Komisji ds. Transportu i Turystyki. W latach 1998–2010 przez dwie kadencje zasiadała w radzie regionu Rodan-Alpy, w 2008 kandydowała też do rady 9. dzielnicy Lyonu. Zajęła się także prowadzeniem własnej działalności gospodarczej.